# 奇克莫加 (喬治亞州)
奇克莫加（英語：Chickamauga）是一個位於美國喬治亞州沃克縣的城市。

## 地理
奇克莫加的座標為34°52′29″N 84°17′34″W / 34.87472°N 84.29278°W，而該地的平均海拔高度為223米（即732英尺）。

## 人口
根據2010年美國人口普查的數據，奇克莫加的面積為4.70平方千米，當中陸地面積為4.70平方千米，而水域面積為0.00平方千米。當地共有人口3101人，而人口密度為每平方千米659.79人。